# 革兰氏阴性菌
革兰氏阴性菌泛指革兰氏染色反应呈红色的细菌。在革兰氏染色实验中，首先添加了結晶紫，再添入另一种复染染料（通常使用番红），从而将所有的革兰氏阴性菌染成红色或粉色。通过这种测试我们可以区分两种细胞壁结构不同的细菌。革兰氏阳性菌在反应后的除色溶液中将呈现結晶紫的颜色。相較於革蘭氏陽性菌，陰性菌通常會導致人類疾病——例如最具代表性的大腸桿菌。
革兰氏阴性菌细胞壁中肽聚糖含量低，而脂类含量高。当用乙醇处理时，脂类物质溶解，细胞壁通透性增强，使結晶紫极易被乙醇抽出而脱色；再度染上复染液番红的时候，便呈现红色了。
革兰氏阴性菌的病原能力通常与其细胞壁组成相关，更具体而言為其脂多糖层。在人体中，脂多糖可以激发一种先天免疫系統，这种反应的特徵包括细胞素制造和免疫系统活化等。例如红肿就是细胞素产生并释放导致的。因為在革蘭氏陰性菌細胞壁的脂多醣，所以大多數或舊型的抗生素都不能有效抑制此類細菌。

## 特征
以下为革兰氏阴性菌的特征：
1. 细胞膜
2. 肽聚糖薄层，比革兰氏阳性菌要薄得多

Gram-negative 革兰氏阴性菌的结构

Gram-negative 革兰氏阴性菌与革兰氏阳性菌结构对比

3. 外层膜（outer membrane），是在肽聚糖层之外的膜，内含有脂多糖，核糖，O抗原
4. 外层膜中还有孔蛋白，允许特定的分子通过
5. 周质（periplasmic space）： 指肽聚糖层和外层膜之间的空间
6. S层直接与外层膜相连，而非肽聚糖层
7. 如果有鞭毛，表毛有四个支撑环而不是两个
8. 没有磷壁酸或者脂壁酸
9. 多糖骨架上有脂蛋白
10. 大多数革兰氏阴性菌中含有胞壁质脂蛋白（Braun's lipoprotein），其作用为通过共价键连接外层膜和多糖
11. 绝大多数革兰氏阴性菌非孢子生殖，除了极少数例外（伯氏考克斯体（Coxiella burnetii）除外）
12. 一些革兰氏阴性菌释放脂多糖

## 外部連結

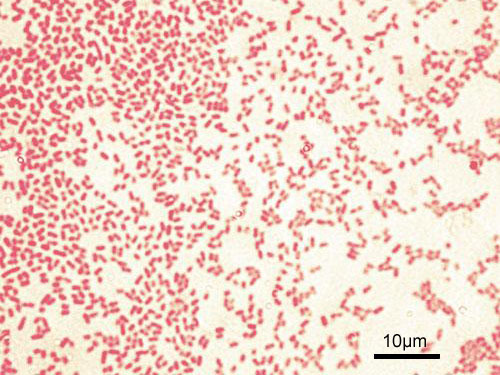
革兰氏阴性的铜绿假单胞菌（粉紅色棒状）

- 革蘭氏陰性菌(Gram-negative bacteria) （页面存档备份，存于）